# ヴィーナスと音楽奏者
『ヴィーナスと音楽奏者』（ヴィーナスとおんがくそうしゃ、英: Venus and Musician） は、イタリア盛期ルネサンスのヴェネツィア派の巨匠ティツィアーノ・ヴェチェッリオと工房による一連の絵画の名称である。
ティツィアーノの工房は、多くの「ヴィーナスと音楽奏者」のヴァージョンを制作したが、それぞれは『ヴィーナスとオルガン奏者』、『ヴィーナスとリュート奏』など絵画の要素によってさまざまな別の題名で知られている。大部分のヴァージョンには左側の小さなオルガンを弾いている男性がいるが、リュートが弾かれているものもある。ヴィーナスは枕元に小さな連れを伴っており、それはキューピッドの場合もあれば犬の場合もあり、ベルリン絵画館の『ヴィーナスと音楽奏者』のように両方が描かれている場合もある。これらの絵画は1540年以降の制作であると考えられている。
多くのティツィアーノの絵画にはいくつかのヴァージョンがあり、とりわけ裸体の神話主題の絵画がそうである。後のヴァージョンは大部分、または全体がティツィアーノの工房による傾向があり、彼の個人的関与は不確かで、主題には異なる見解がある。すべての『ヴィーナスと音楽奏者』のヴァージョンはキャンバス上に油彩で描かれているが、2種類のプロポーションと大きさのものに分類され、オルガン奏者を描いたヴァージョンのうち2点は幅が大きい。
5点のヴァージョンは、一般的に少なくとも大部分はティツィアーノによるものとみなされている。それらは、オルガン奏者の描かれているプラド美術館（マドリード）にある『ヴィーナスとオルガン奏者と犬』と『ヴィーナスとオルガン奏者とキューピッド』、ベルリン絵画館にある『ヴィーナスと音楽奏者』、そして、リュート奏者の描かれている『ヴィーナスとキューピッドとリュート奏者』（フィッツウィリアム美術館、ケンブリッジ）と『ヴィーナスとキューピッドとリュート奏者』（メトロポリタン美術館、ニューヨーク）である。ウフィツィ美術館（フィレンツェ）にある別のヴァージョンはそれほど高く評価されていない。この作品に音楽奏者は不在であるが、キューピッドがおり、ベッドの足元の白色と黒色の犬が欄干の上にいるヤマウズラを見ている。
すべてのヴァージョンで、ヴィーナスのベッドはロッジアに、あるいは低い石壁か欄干上の大きな開けた窓に設えられているように見える。ヴィーナスは全身像で表され、枕の上に身体を曲げて横たわっている。音楽奏者は彼女に背を向けてベッドの端に腰かけているが、振り向いて彼女の方を向いている。対照的に、彼女は右側の方を向いている。オルガン奏者は当時の16世紀の服を纏い（背後の風景にいる小さな人物たちも同様である）、腰に剣または短剣を差している。大きな赤い布が画面上部左側を占めているが、より小さなヴァージョンでは上部右側を占めている。外には広い風景が広がっており、それは2種類に大別される。プラド美術館の2点のヴァージョンにおいては木々のある道と、宮殿の庭園のように見えるところに泉がある。他のヴァージョンにおいてはもっと開けた風景があり、それは遠くの山々にまで続いている。

## ティツィアーノの横たわる裸婦

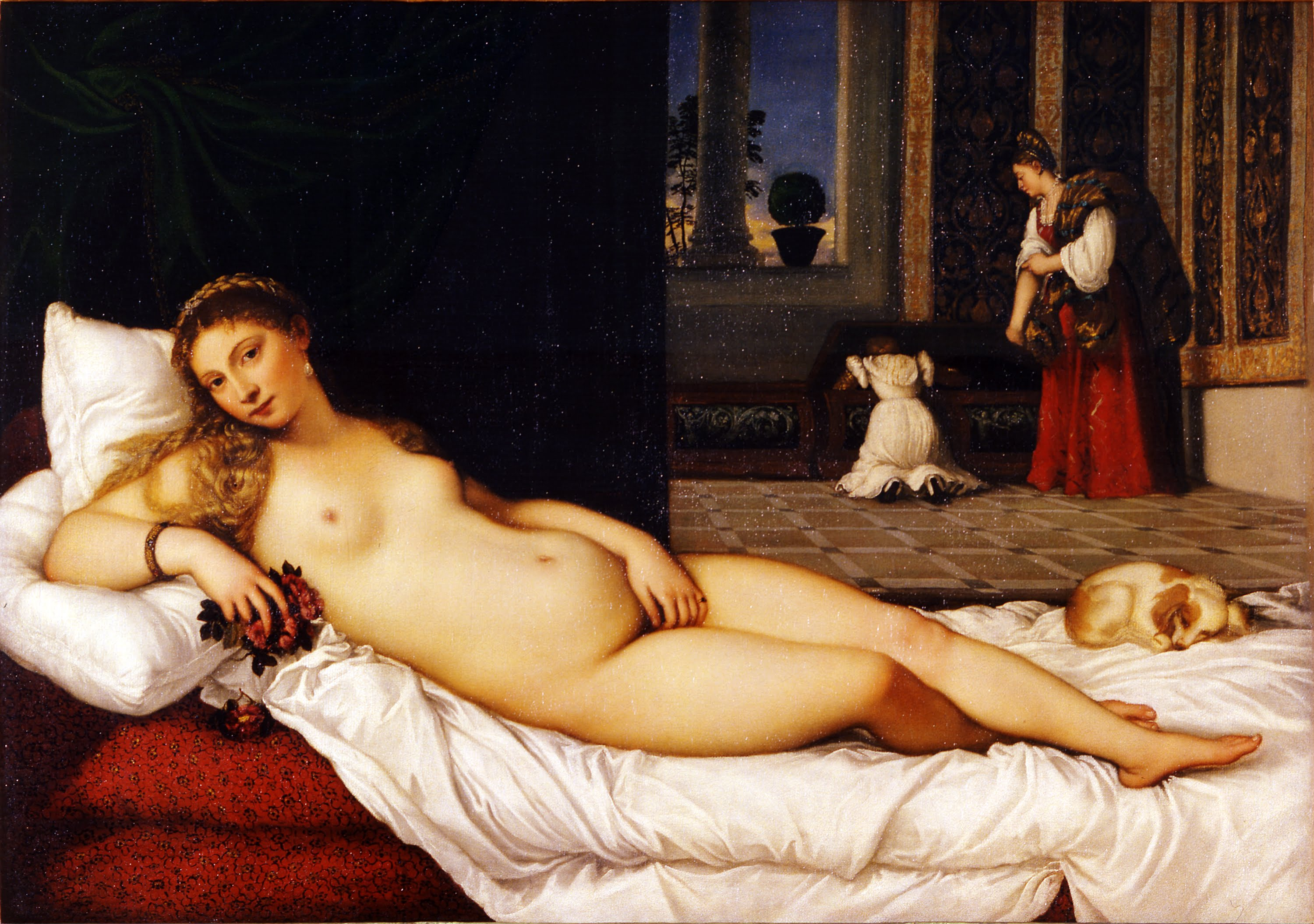
ティツィアーノ『ウルビーノのヴィーナス』、1534年ごろ、ウフィツィ美術館。『ヴィーナスと音楽奏者』を逆向きにしたほぼ同じポーズである。

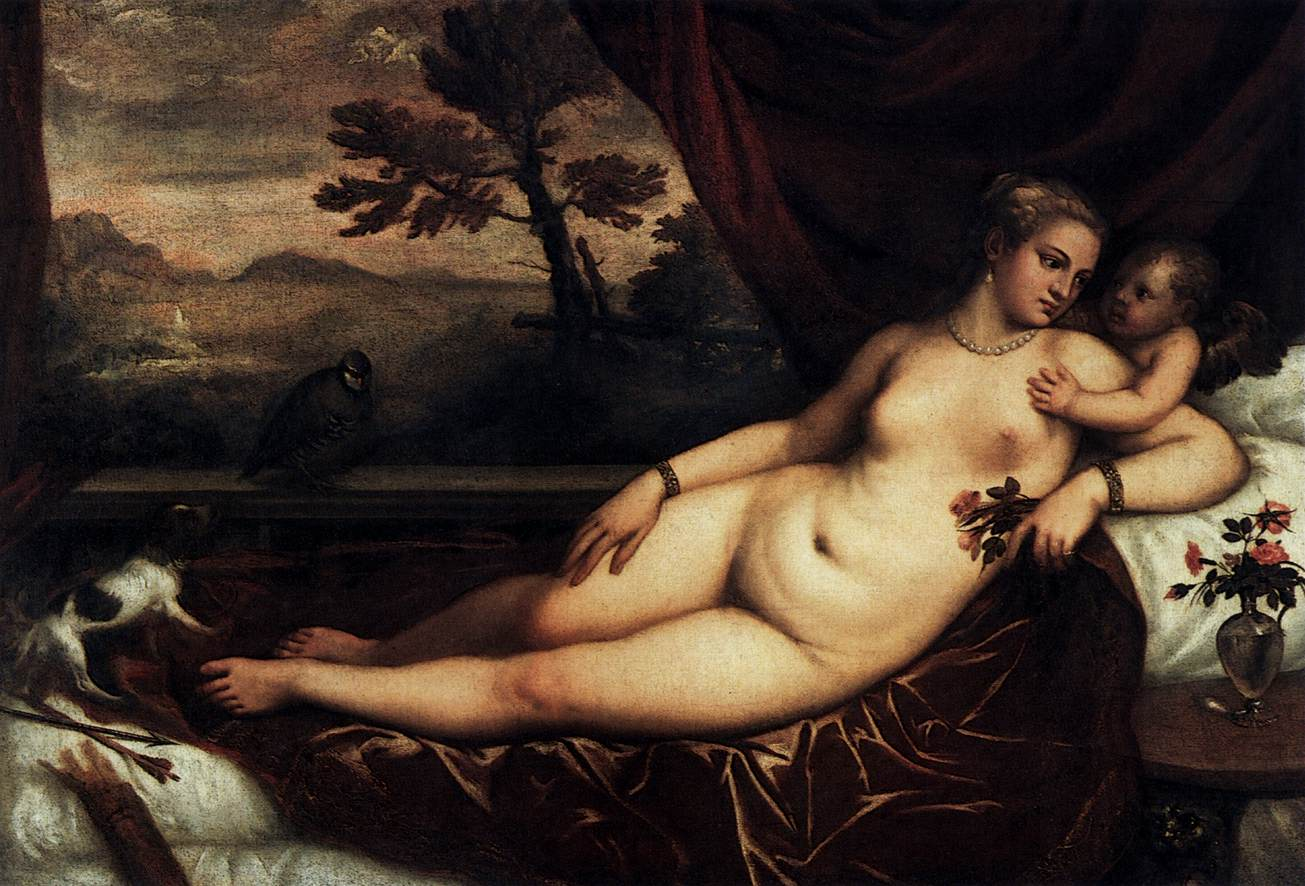
『ヴィーナスとキューピッド、犬、ヤマウズラ』、1555年。ウフィツィ美術館。大部分がティツィアーノの工房による。

『ヴィーナスと音楽奏者』は、ヴェネツィア派の様式で横たわる裸婦を描いたティツィアーノの構図的発展の帰結である。1510年のジョルジョーネの死後、ティツィアーノは『眠れるヴィーナス』（アルテ・マイスター絵画館、ドレスデン）を完成させ、1534年ごろに『ウルビーノのヴィーナス』（ウフィツィ美術館）を制作した。1545年に制作された『ウルビーノのヴィーナス』の複製で、神聖ローマ皇帝カール5世に贈られた『ヴィーナス』（現存しない）は『ヴィーナスと音楽奏者』の連作の「原型となった」。これら2点の作品と違い、『ヴィーナスと音楽奏者』のヴァージョンは、大部分がキューピッドを描いているために当時の装飾品が描かれているにもかかわらず、女性像がヴィーナスであると識別することを可能にしている。
キューピッドがいなければ、『ヴィーナスと音楽奏者』はクルチザンヌ（高級娼婦）を表した種類の絵画に陥ってしまう（それらの絵画もしばしば節度を保持するためだけにせよ、「ヴィーナス」と呼ばれた）。すべての『ヴィーナスと音楽奏者』のヴァージョンにおいて、ヴィーナスは完全な裸体（いくつかのヴァージョンでは、股間はガーゼのような布で覆われている）であるが、非常に高価な宝石類を身に着けており、それはクルチザンヌを描いた絵画には典型的な要素である。 音楽奏者は洒落た衣装に身を包み、刃物の武器（いくつかのヴァージョンでは金鍍金された大きな剣）を所持している。彼は、ヴェネツィアの高級娼婦の顧客と捉えられてしまうかもしれない。
他の横たわる裸婦像としては、『パルドのヴィーナス』（または『ユピテルとアンティオペ』、ルーヴル美術館）があるが、この作品は1540年代半ばの「彼 （ティツィアーノ） の初期様式を再び取り戻そうとした労作」とされる。同様に1540年代半ばに開始され、1550年代と1560年代に制作されたヴァージョンもある絵画は、より独自性のある構図と身体像を持つ『ダナエ』の連作である。美術史家のケネス・クラークは、この連作についてティツィアーノがヴェネツィア以外で一般的であった裸体像の慣習を採用したものであるとみている。クラークによれば、「イタリアの他の地域では、まったく異なった形態の身体がずっと流行していた」。
クラークにとって、『ヴィーナスと音楽奏者』における、頭部だけが向きを変え、身体がまったく同じであるヴィーナスは、「完全にヴェネツィアのもので、パルマ・イル・ヴェッキオ、パリス・ボルドーネ、ボニファーツィオ・ヴェロネーゼが地元の顧客のために描いたすべての高級娼婦の姉妹である」。裸体像は「豊満で、やや粗い…この連作のヴィーナスは蠱惑的なものではない。彼女たちの身体はほとんど殺伐的なくらい直に提示されており、今や修復で彼女たちの繊細な触感性が除去されているため、性欲を刺激するようなものはまるでない。しかも、一見して明らかな以上にずっと定型に従っているのである」。

## 寓意性？
主題の官能的な魅力は明らかであるが、目と耳を通した美の鑑賞において目の優越性に関連する寓意的意味を主張する研究者もいる。プラド美術館の2点のヴァージョンのオルガン奏者はまだ演奏中であるように見えるが、1点では彼の片手が、もう1点では両手が鍵盤の上に置かれている。ベルリン絵画館のオルガン奏者は演奏を止めて、ヴィーナスの方を見ているが、エルヴィン・パノフスキーはこの点に大きく注目し、「視覚の聴覚に対する勝利」が表されているとしている。なお、オルガンの描写は、オルガンの研究者たちにより「パイプがあまりにも平坦で、万一に音が鳴るとしても、ふがいない、もっさりとした、のたうち回るような音が出てくるであろう」と批判されている。
リュート奏者たちは身体とともに自分たちの楽器を回転させることができ、演奏を続けているように見える。パノフスキーによれば、これは「ヴィーナスが具現化している美を見たことにより演奏を中断した奏楽者が、音楽を演奏することでヴィーナスが具現化している美に対してオマージュを捧げる奏楽者に変貌している。オルガンを弾きつつ、美しい女性を称賛するのは難しい。しかし、彼女の魅力にすべての注意を払いながら、リュートの伴奏に合わせて彼女に恋の歌を歌うのはたやすい」。
ルネサンスの新プラトン主義の微妙な教義を参照して絵画を説明する20世紀の解釈方法が『ヴィーナスと音楽奏者』の連作にも及んだが、そうした解釈はティツィアーノの場合、通常よりもっと困難である。エドガー・ウィンド (Edgar Wind) は、神話の神々が裸体である一方、人間が着衣で表される『田園の奏楽』 (ルーヴル美術館) や他の作品に見られる絵画の慣例に注目した。『ヴィーナスと音楽奏者』の諸作では、「人間と女神の間の乖離はポーズの逆説によって強調されている。宮廷人が恋のインスピレーションで音楽を奏でている…一方、彼はまっすぐには女神を見つめず、彼女を見るために肩越しに振り返っている。かくして、彼はプラトニックな「ἐπιστροφἠ」、すなわち、人間が超越的な美しさに対面することを望める唯一の方法である視野の逆転を身体で表現しているのである。しかしながら、ウィンドは後に構図を「いくらか退屈な展示品である」と評している。
寓意的解釈と、より直接的で装飾的、官能的な解釈の間に不可避の矛盾はないが、最近の研究者たちは寓意的解釈をしばしば拒否するか、少なくとも軽視している。ウルリヒ・ミッデルドルフ (Ulrich Middeldorf) は、1947年にそうした潮流の元となった。「ティツィアーノの『聖愛と俗愛』（ボルゲーゼ美術館、ローマ）の主要人物は尊厳と純潔性を所有しており、それは絵画のいかなる空想的な解釈をも受容可能なように見せる。非常に独自の絵画であり、非常に洗練された人物の高尚な趣味に適合するように描かれたものであると想像させる。しかしながら、ティツィアーノの後のヴィーナスとダナエの絵画の性質は、彼女たちをはるかに下のレベルに置いているようである。彼女たちは美しいが、『聖愛と俗愛』に比べれば低俗である。また、非常に多くの複製が制作されたとうい事実は、それらの絵画を純粋な思考で探求する試みを促さない.... 要約すれば、これらの絵画は深い哲学的論文であるというよりはむしろ『装飾的家具』であるという疑念がほぼ避けられない。そして、これらの絵画が... 装飾する予定の部屋は寝室だったのである」。

## プラド美術館の2点のヴァージョン
『ヴィーナスと音楽奏者』の最初期のヴァージョンの記録は、神聖ローマ皇帝カール5世に送られた作品として知られるオルガン奏者の描かれたものである。ティツィアーノが1548年にアウクスブルクにいた時に制作され、皇帝は後に作品を宰相のアントワーヌ・ド・グランヴェル枢機卿に贈った。しかし、この作品が連作のどれに当たるかは不明である。プラド美術館にある2点ともが、とりわけ『ヴィーナスとオルガン奏者と犬』（目録番号420）がこの作品に当たると主張されてきた。プラド美術館は現在この作品の制作年を1550年ごろとしており、グランヴェル枢機卿の作品である可能性は排除されているが、プラド美術館が制作年を見直す最近までグランヴェル枢機卿の作品であるというのは一般的な見解であった 。この作品には犬が登場するが、キューピッドが登場していない唯一のヴァージョンである。プラド美術館の作品年代の見直しを受けて、カール5世からグランヴェル枢機卿に贈られた作品は行方不明、おそらく失われたものとみなされている。
ヴィーナスのアトリビュート（人物を特定する事物）であるキューピッドは欠如しているものの、この作品はずっと女神を表しているものであると記録されている。他のヴァージョンとは異なり、絵画は結婚を祝うものであるのかもしれないと考えられている。女性は結婚指輪をしており、ヴィーナスの伝統的なアトリビュートを何ら持っていない。他のティツィアーノのヴィーナスの絵画に比べると、彼女はキューピッドに付き添われておらず、「（ヴィーナスとオルガン奏者の）2人とも個性的な容貌をしている唯一の作品である」。
X線により、ティツィアーノが絵画の制作中に変更をしていることが明らかになっている。元来、作品はもっと大胆なものであった。ヴィーナスは恥じらいもなく奏楽者を見つめて横たわっていたが、それはどのヴァージョンにも見出すことのできないものである。おそらく、絵画の依頼者、または画家がそうした構成はあまりに煽情的であると考えたため、ヴィーナスの頭部の向きは変更され、彼女が何かを見つめ、触れるために犬が加えられた。かくして、作品は、意図された可能性のある五感の寓意であるということが強調されている。ヴィーナスは今やより受動的な役割を与えられている。
作品はフランチェスコ・アッソニカ (Francesco Assonica) という弁護士の所有であったが、彼はティツィアーノに職業的に用立てられ、彼の友人として言及された人物で、他のティツィアーノ作品も所有していた。おそらく、この作品は彼のために描かれたのであろう。1620年代までヴェネツィアにあり、17世紀のフランドルの画家アンソニー・ヴァン・ダイクによりスケッチされている。おそらくヴァン・ダイクとの関連により、作品はイングランド王チャールズ1世に購入された。チャールズ1世の処刑後の1649年の美術品競売で、作品はジョン・ハッチンソンに165ポンドで購入された。なお、同日に、ハッチンソンはティツィアーノの『パルドのヴィーナス』に600ポンドを支払った。1651年か1652年に、『ヴィーナスとオルガン奏者と犬』はハプスブルク家の代理人であったダフィット・テニールスにより購入され、スペイン王室のコレクション用にマドリードに送られた。作品は後にプラド美術館に移された。絵画がイングランドにあった当時、多くの複製が制作され、チャールズ2世の治世前までにロイヤル・コレクションは１点の複製を所有していたが、それは質の高い複製で今でもロイヤル・コレクションにある。
プラド美術館のもう1点のヴァージョンである『ヴィーナスとオルガン奏者とキューピッド』（目録番号421、「TITIANUS F.」の署名あり）には犬ではなくキューピッドが登場している。この作品を1547年から1548年の制作とする研究者もいるが、現在では1555年ごろの制作とされている。プラド美術館館長のミゲル・ファロミール (Miguel Falomir) によれば、最近のX線と赤外線リフレクトグラフィーの調査により、この作品が前述のプラド美術館のヴァージョンを写し取ったものであることは明らかである（2作品は、スペインの王室コレクションで合流するまで100年以上別々に所蔵されていたが）。ティツィアーノと彼の工房は、しばしば複製を制作するために原作の写し取りを行った。
この作品もまた1648年以来、カール5世とグランヴェル枢機卿の所有していたヴァージョンであると考えられていたが、現在認められている制作年が正しければ、その可能性は排除されるであろう。作品は、遅くともカッシアーノ・デル・ポッツォがマドリードで記録に残した1626年以来スペインの王室コレクションにあり、後の目録にも登場している。1600年、神聖ローマ皇帝ルドルフ2世によりグランヴェル枢機卿の遺産相続者から購入された絵画のうちの1点であると考えられていたもので、後にスペイン王フェリペ3世に贈られた。ヒュー・トレヴァー＝ローパーは、オルガン奏者は「フェリペ（2世）の容貌をしている」と考えたが、最近の文献によれば、これは少数派の見解である。ベルリン絵画館のヴァージョンもまたフェリペ2世を表していると考えられてきた 。ニコラス・ペニーは、ベルリン絵画館の異なる質を持つ作品に注目し、頭部の描写は「素晴らしい」が、布地は「つまらなく」、オルガンは「使い回し」であるが、犬はインスピレーション」となると述べている。

## リュート奏者のヴァージョン
2点の『ヴィーナスとリュート奏者』のヴァージョンは、細部を除くすべてにおいて類似している。フィッツウィリアム美術館（ケンブリッジ）にあるヴァージョンはより早い時期のもので、美術館では1555-1565年の制作としている。150.5 x 196.8センチあり、ティツィアーノ1人の手に帰属されている。おそらく、神聖ローマ皇帝ルドルフ2世が所有していたもので、1621年までにプラハの皇室コレクションに収蔵された。その後、このコレクションの最良部分の歴史をたどった。1648年にはスウェーデン軍により略奪され、スウェーデン女王クリスティーナが退位した際、彼女はローマへと作品を移した。彼女の死後、オルレアン・コレクションに売却され、最終的にフランス革命後、ロンドンで競売にかけられた。作品は1798年、または1799年にフィッツウィリアム子爵リチャードに購入され、1816年の彼の死後、その遺贈されたコレクションからなる美術館が創立された。
メトロポリタン美術館は、所蔵している『ヴィーナスとリュート奏者』と呼ぶヴァージョンを1565年から1570年の制作とし、ティツィアーノと工房に帰属している。 フィッツウィリアム美術館のヴァージョンから写し取られており、ヴェネツィアには写し取り用の下絵、または「習作ヴァージョン」があった可能性が高い。作品は風景などに時に手が加えられて、長年、工房に保管されていた可能性がある。風景は質が高く、「ティツィアーノの最も自在な様式で素早く、権威をもって描かれている」。この風景の描写は画家の1560年ごろの様式と合致しているように見えるが、他の部分は異なっている。1576年にティツィアーノが死去した際、おそらく作品は未完成で、「彼の死後、ヴィーナスの顔や手などのいくつかの部分がずっと高い水準にまで仕上げられ」、いくつかの部分が未完成のまま残された。
メトロポリタン美術館のヴァージョンは、遅くとも1624年から1742年以降までサヴォイア王家に所有されていた。その後、イングランドに渡り、レスター伯トマス・クックの所有となり、彼の末裔に継承されたが、1930年に画商のジョゼフ・デュヴィーンに売却され、1933年にはメトロポリタン美術館に売却された。ノーフォークのホウカム・ホールに所蔵されていたこともあり、古い文献では『ホウカムのヴィーナス』(Holkham Venus) と呼ばれている可能性がある。
リュート奏者が登場する、少なくともティツィアーノの工房に由来する他のヴァージョンがボルドーに１点あり、もう1点は第二次世界大戦中にドレスデンで破壊された。